# Fernand Melgar
Fernand Melgar (4 de julio de 1961 en Tánger ) es un director y productor de documentales hispano - suizo. Sus películas han ganado numerosos premios, entre ellos el Leopardo de Oro "Cineastas Contemporáneos" y dos Premios del Cine Suizo.

## Biografía
Es nieto de anarcosindicalistas españoles que huyeron de la Guerra Civil, miembros de la Confederación Nacional del Trabajo (CNT), que emigraron a Marruecos en la década de 1930. Nació en Tánger y dos años más tarde sus padres lo llevaron a él y a su hermana escondidos cuando emigraron a Suiza en 1963 como temporeros. Años que vivieron de manera clandestina por no contar con papeles. En su documental Album de famille (1993) una carta dirigida a su padre y a su madreFernando y Florinda, rememora los años de integración.
En los años 80 abandona sus estudios de administración de empresas y funda con amigos Le Cabaret Orwell en Losana, un club que acoge grupos de rock y punk, referente de la cultura francófona en Suiza que más tarde dará el relevo al club de rock La dolce vita con proyecciones de video-arte.
Llegó al cine a través del vídeo. Tras una serie de vídeos para la televisión, a partir de 1983 empezó a dirigir y producir sus primeros documentales de manera autodidacta. Algunos de ellos han sido considerados de referencia en temas de inmigración e identidad.
En 1985, Fernand Melgar se asocia con algunos artesanos del video, Alex Mayenfisch, Yves Kropf y Antoine Jaccoud, en el seno del colectivo Climage que ha producido diversas películas de Melgar.
En el 2005, una producción de Climage es distribuida en salas:  Exit  – le droit de mourir sobre la asistencia al suicidio, siendo Suiza el único país en el mundo en donde se lo autoriza, a partir de un vacío jurídico. El documental, que siguió durante dos años a la asociación Exit ganó varios premios internacionales. Melgar ha explicado que fue la muerte de su hijo lo que le acercó a este tema.
En 2008 su documental La forteresse (La Fortaleza) ganó un Leopardo de Oro en el Festival Internacional de Locarno. Su film Vol spécial (Vuelo especial), rodado en 2011 en un centro de detención, recibió también diveersos premios, entre ellos el Premio del cine suizo 2012 al mejor documental. En Le monde est comme ça (El mundo es así, 2013), Melgar narra los destinos de algunos de los protagonistas de Vol spécial luego tras su expulsión de Suiza. Su largometraje , L'abri (El refugio), está ambientado en un albergue de emergencia para gente sin techo, en Lausana. En À l'école des philosophes  (2018) muestra el aprendizaje y las primeras experiencias de cinco niños y niñas con discapacitad mental que entran en la escuela, y que tendrán que aprender a llevarse bien con los demás.
En 2018 Melgard abandó Climage y creó su propia productora. 

## Filmografía
- 1983: Actuaciones en el Museo Alemán para Jóvenes Artistas Vaudeses
- 1986: Le musée imaginaire sobre un museo abandonado
- 1987: L'homme-nu sobre un anciano que vive desnudo en un bosque suizo
- 1997: Fou du jeu sobre la adicción al juego en un suburbio de Madrid
- 2003: Colección Premier Jour sobre días especiales que cambian vidas
- 2003: Una mesa sobre nutrición durante la Segunda Guerra Mundial en Suiza
- 2003: À l'arrière sobre el papel de las mujeres durante la Segunda Guerra Mundial en Suiza
- 2003: « Yo » sobre los judíos en la frontera suiza durante la Segunda Guerra Mundial
- 2005: La vallée de la jeunesse sobre la obra del coreógrafo Philippe Saire

- 1990: Crónicas católicas sobre el vídeo de creación en Nueva York
- 1991: Je zappe donc je suis sobre la televisión en el mundo
- 2013: Le monde est comme ça sobre el destino de los deportados de la película Vol spécial

### Largometrajes
- 1993: Álbum de familia sobre la emigración de los padres de Fernand Melgar a Suiza
- 1998: Classe d'accueil sobre la integración de los jóvenes llegados a Crissier
- 2002: Remue-ménage sobre un hombre de familia que actúa como travesti en Moudon
- 2005: Exit, le droit de mourir sobre la eutanasia en Suiza  55'
- 2008: La Forteresse sobre una residencia para solicitantes de asilo en Vallorbe
- 2011: Vol espécial sobre un centro de detención para deportados cerca de Ginebra
- 2014: L'Abri documental de 101 minutos sobre un refugio de emergencia para personas sin hogar en Lausana
- 2018: À l'école des philosophes sobre una escuela especializada en Yverdon-les-Bains

### Instalaciones
- 2005: Le puits sobre el misticismo del agua
- 2009: Dans la forteresse sobre la atmósfera visual y sonora de la película La forteresse

## Premios y reconocimientos

### Por Exit, el derecho de morir (2005)
- 2006: Mejor documental suizo Prix du Cinéma Suisse ;
- Por Vol spécial (2011)
- 2006: Premio Golden Link a la mejor coproducción europea [5]
- 2006: Premio Inspiración – Mención de honor en Full Frame Fest [6]
- 2006: Mención del jurado en el FIFF, Namur.

### Por La fortaleza (2008)
- 2011: Primer Premio del Jurado Joven en el Festival de Cine de Locarno

### PorÀ l'école des philosophes (2018)
- Primer Premio al mejor documental del Jurado de la Brenaz au 16e Festival du film et forum international sur les droits humains de Ginebra.

- Selección oficial en el 72 Festival de Cine de Locarno

- Graun Premio del público en el Festival Internacional de Cine de Gijón[7]

- Plus grand succès public du cinéma romand en 2018.